# Сезен Аксу
Сезен Аксу (тур. Sezen Aksu, нар. 13 липня 1954, Денізлі), повне ім'я Фатма Сезен Їлдирим (тур. Fatma Sezen Yıldırım) — турецька співачка, авторка пісень і продюсерка. Вважається однією з найуспішніших співачок в історії турецької попмузики.
Із середини 1970-х років, з початком музичної кар'єри, Сезен Аксу стала впливовою постаттю, яка визначила напрям розвитку турецької попмузики. Окрім співочої діяльності, відома і як авторка текстів та композиторка інших артистів. Також продюсувала альбоми багатьох бек-вокалістів, сприяючи тому, що в 1990-х і на початку 2000-х років низка музикантів стали відомими саме завдяки її впливу.
1975 року випустила свій перший сингл «Haydi Şansım» під сценічним ім'ям Сезен Селей (тур. Sezen Seley). Через два роки вийшов її перший студійний альбом — Allahaısmarladık. Потім з'явилися такі альбоми, як Serçe (1978), Firuze (1982), Sen Ağlama (1984), Git (1986), Sezen Aksu Söylüyor (1989), Gülümse (1991), Deli Kızın Türküsü (1993), Düş Bahçeleri (1996) та десятки інших. З-поміж них Gülümse став одним із найпродаваніших альбомів усіх часів у Туреччині. Загалом Сезен Аксу має понад 40 млн продажів альбомів в усьому світі.
У медіа Сезен Аксу часто називають «Маленький горобчик» (тур. Minik Serçe).

## Ранні роки
Сезен Аксу народилася 13 липня 1954 року в районі Сарайкей міста Денізлі. Її мати Шехрібан ханум була вчителькою природничих наук і походила з родини, яка переселилася з Салонік. Батько, Самі Їлдирим, викладач математики, мав коріння в районі Пазар у провінції Різе та був лазом.
Коли Сезен було три роки, сім'я переїхала до Ізміра. Там вона росла разом із братом Ніхатом. У дитинстві цікавилася різними видами мистецтва, брала уроки малювання у Дженгіза Бозкурта та займалася театром і танцями. Аксу мріяла стати танцівницею, але пізніше жартома казала: «Бог змилувався над батьком, і я стала співачкою».
1970 року взяла участь у конкурсі «Золотий голос», організованому журналом «Hafta Sonu», де головою журі була Ажда Пеккан. У цьому конкурсі Аксу посіла шосте місце, тоді як інша відома співачка, Нілуфер, здобула перше та випустила свій перший альбом раніше за Сезен Аксу.
У 1973 році Сезен вступила до факультету сільського господарства Егейського університету, але залишила навчання у 1974 році, коли вирішила зайнятися музичною кар'єрою. Того ж року одружилася з Алі Енгіном Аксу та переїхала до Стамбула, щоб працювати над своїм першим записом.

## Кар'єра

### 1975—1982: перші сингли та альбом
1975 року співачка під псевдонімом Сезен Селей випустила свій перший сингл «Haydi Şansım». Однак цей реліз мав незначний успіх. Наступний сингл «Yaşanmamış Yıllar/Kusura Bakma» вийшов під її справжнім ім'ям — Сезен Аксу. Наступного року випустила третій сингл — «Olmaz Olsun/Vurdumduymaz», який швидко очолив чарти й зробив її відомою. Того ж року вперше виступила на сцені, в кафе «Bebek Belediye Gazinosu».
1977 року Сезен Аксу випустила ще два сингли — «Allahaısmarladık/Kaç Yıl Geçti Aradan» та «Kaybolan Yıllar/Neye Yarar», а також свій перший альбом на платівці під назвою Allahaısmarladık. Наступного року написала тексти до двох композицій Гюршіда Єнігюна та випустила сингл «Gölge Etme/Aşk», а також альбом Serçe, який став найпершим альбомом Аксу, випущеним у форматі подвійної платівки (LP).
1979 року випустила сингли «İlk Gün Gibi/Yalancı» та «Allahaşkına/Sensiz İçime Sinmiyor». Того ж року Сезен Аксу дебютувала в кіно. Вона зіграла головну роль у фільмі «Minik Serçe», режисера Атифа Їлмаза, де її партнером по знімальному майданчику був Булут Арас. Цей фільм був адаптацією голлівудської картини «A Star is Born» (1976) режисера Френка Пірсона з Барброю Стрейзанд і Крісом Крістофферсоном у головних ролях. Після цього фільму Сезен Аксу стали називати «Minik Serçe» («Маленький горобчик»). 1999 року в програмі «Zaga» Окана Баюлгена співачка з посмішкою згадувала свою роль.
1980 року випустила альбом Sevgilerimle. Наступного року працювала над мюзиклом «Sezen Aksu Aile Gazinosu», прем'єра якого відбулася 1982 року. На одній сцені з Аксу виступали Аділе Нашит, Шенер Шен, Айшен Груда та Алтан Ербулак. Сама Сезен виконувала сім різних ролей. Того ж року вона випустила альбом Firuze і була визнана «Співачкою року» за версією журналу Hey. Сезен Аксу також виступила на традиційному концерті, організованому журналом.

### 1983—1989

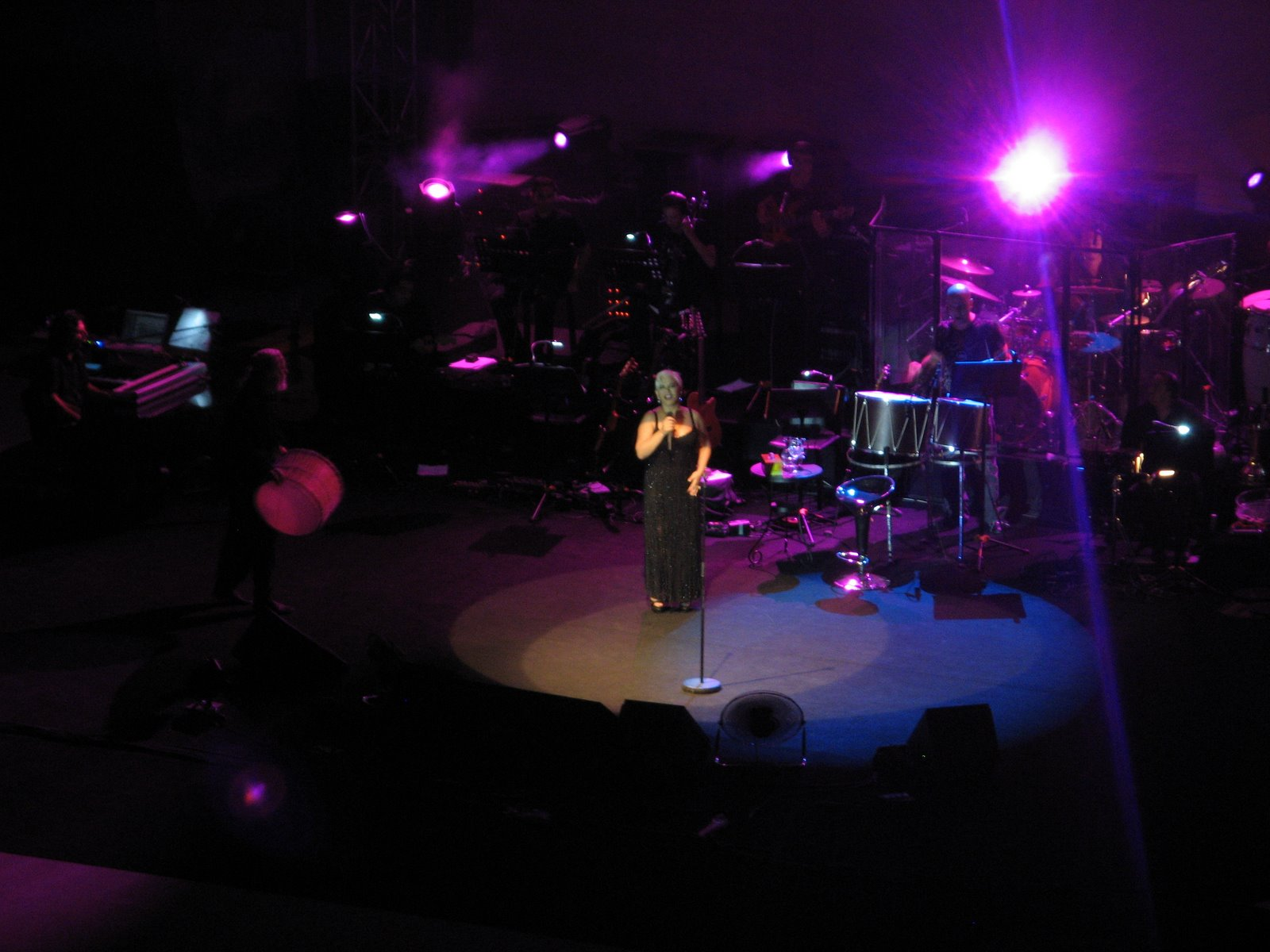
Сезен Аксу під час концерту

1983 року Сезен Аксу взяла участь у турецькому відборі на Пісенний конкурс Євробачення. Вона виконала пісню «Heyamola», написану Алі Кокатепе, разом із самим Кокатепе та Джошкуном Деміром як тріо Mavi Yolcular. Пісня дійшла до фіналу відбору, але не змогла представити країну на міжнародній сцені. Згодом сингл «Heyamola» був визнаний «Платівкою року» за версією журналу Hey.
1984 року Сезен Аксу знову стала претенденткою на участь у Євробаченні. Вона пройшла до фіналу національного відбору з трьома піснями: «Halay», «1945» і «Merhaba Ümit». Спочатку Аксу відмовилася від «Merhaba Ümit», вирішивши виконати на фіналі лише «Halay» та «1945». Однак за два тижні до фіналу друг, який приїхав до Туреччини з-за кордону, порадив їй зосередитися лише на «1945», оскільки текст цієї пісні мав глобальне значення і міг краще представити Туреччину на міжнародній сцені. Сезен Аксу погодилася з ним та відмовилася від «Halay». Попри очікування, вона знову не стала переможницею.

6 вересня 1984 року Сезен Аксу випустила альбом Sen Ağlama. Спочатку її пісні не могли транслюватися на TRT, державному телебаченні, через цензуру. Однак на початку 1985 року ця заборона була знята, і композиції Аксу почали звучати на телеканалі. Щойно пісні почали транслюватися на TRT, альбому одразу здобув величезну популярність та очолював чарти продажів протягом кількох тижнів. В інтерв'ю журналу Hey, коли альбом був у чартах уже 56 тижнів, Аксу зазначила:
«Я очікувала успіху, але не настільки… Чесно кажучи, не думала, що протримаюся в чартах понад рік. Щиро дякую всім шанувальникам музики від усього серця.»
1985 року Сезен Аксу знову взяла участь у фіналі національного відбору Туреччини на Євробачення. Цього разу вона виконала пісню «Küçük Bir Aşk Masalı», яку написала сама, а виконала разом із Оздеміром Ердоганом. Однак і цього разу їй не вдалося здобути право представляти Туреччину на конкурсі. Після цієї невдачі Аксу вирішила більше не брати участі у відборах. У майбутньому її учениця, Сертаб Еренер, стане переможницею Євробачення 2003 та втілить мрію Аксу просунути своє музичне бачення далі у Європі. 1985 року Сезен також почала готуватися до мюзиклу «Bin Yıl Önce, Bin Yıl Sonra», прем'єра якого відбулася на початку 1986 року. Вистава проходила з аншлагом і сатирично висвітлювала тогочасні події у світі й Туреччині. Аксу здобула визнання за свою гру. 1986 року співачка здобула велику популярність із альбомом Git, а за результатами опитування читачів журналу Onyedi у січні 1986 року була визнана «Найкращою співачкою 1985».
1988 року випустила альбом Sezen Aksu'88, а вже у 1989 році — Sezen Aksu Söylüyor, який також отримав величезне визнання. У цьому альбомі вона виконала пісню «Son Bakış», присвячену Ердалу Ерену, якого було страчено після державного перевороту 12 вересня 1980 року за звинуваченням у вбивстві солдата Зекерії Онге. 1989 року Сезен Аксу також з'явилася у фільмі «Büyük Yalnızlık», режисером якого був Явуз Озкан. Її партнером у фільмі став Ферхан Шенсой. Стрічка здобула нагороду за «Найкращу операторську роботу» на кінофестивалі «Золотий апельсин» у 1990 році. Музику до фільму написав Онно Тунч, продюсер Аксу.

### 1990—1999

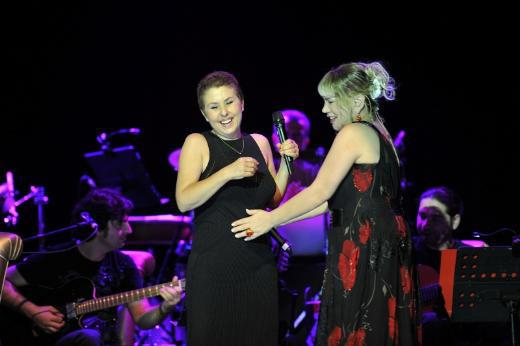
Сезен Аксу та Нілуфер

У 1990-х роках Сезен Аксу зіграла важливу роль у музичній індустрії того періоду як продюсерка. Вона сприяла появі на музичній сцені таких виконавців, як Сертаб Еренер, Харун Колчак, Ашкин Нур Єнгі, Левент Юксель, Ишин Караджа, Ханде Єнер і Їлдиз Тільбе, та підтримувала їхні кар'єри. Того ж року Сезен Аксу почала вести програму Sezen Aksu Show на телеканалі Kanal 6, а її бек-вокалістка Ашкин Нур Єнгі випустила альбом Sevgiliye, продюсований Аксу, який розійшовся накладом близько мільйона копій. 1991 року Сезен Аксу також продюсувала другий альбом Єнгі — Hesap Ver, який, як і перший, досягнув високих продажів. Того ж року вийшов її альбом Gülümse, музичним керівником якого виступив Онно Тунч. Альбом розійшовся тиражем понад 2 млн копій, що стало можливим завдяки здатності Аксу звертатися до широкої аудиторії. 1992 року в Європі вийшов сингл Hadi Bakalım — один із хітів цього альбому. Сезен працювала із Сертаб Еренер над її дебютним альбомом Sakin Ol, який перевершив очікування за кількістю проданих копій. Через кілька місяців, у 1993 році, співпрацювала з Левентом Юкселем над його дебютним альбомом Med-Cezir, що мав великий успіх і зробив Юкселя впізнаваним артистом 1990-х років.
1993 року Сезен Аксу випустила власний альбом Deli Kızın Türküsü. Співпрацюючи з Узай Хепарі, вона експериментувала з різними музичними стилями. З цього альбому з'явилися відомі пісні Küçüğüm та Masum Değiliz. Під час популярності альбому, 20 травня 1994 року, Узай Хепарі потрапив у трагічну аварію на мотоциклі, зіткнувшись із припаркованою машиною акторки Демет Акбаг. Хепарі впав у кому і помер 31 травня. Після цієї трагічної події Аксу створила пісню Yas, присвячену пам'яті співака. Однак вона вирішила не виконувати її сама, а передала Левенту Юкселю для його наступного альбому. Сезен Аксу також продовжила музичну діяльність і продюсувала другий альбом Сертаб Еренер Lâ’l, який мав значний комерційний успіх, зміцнивши її статус як ключової фігури турецької музики 1990-х років.

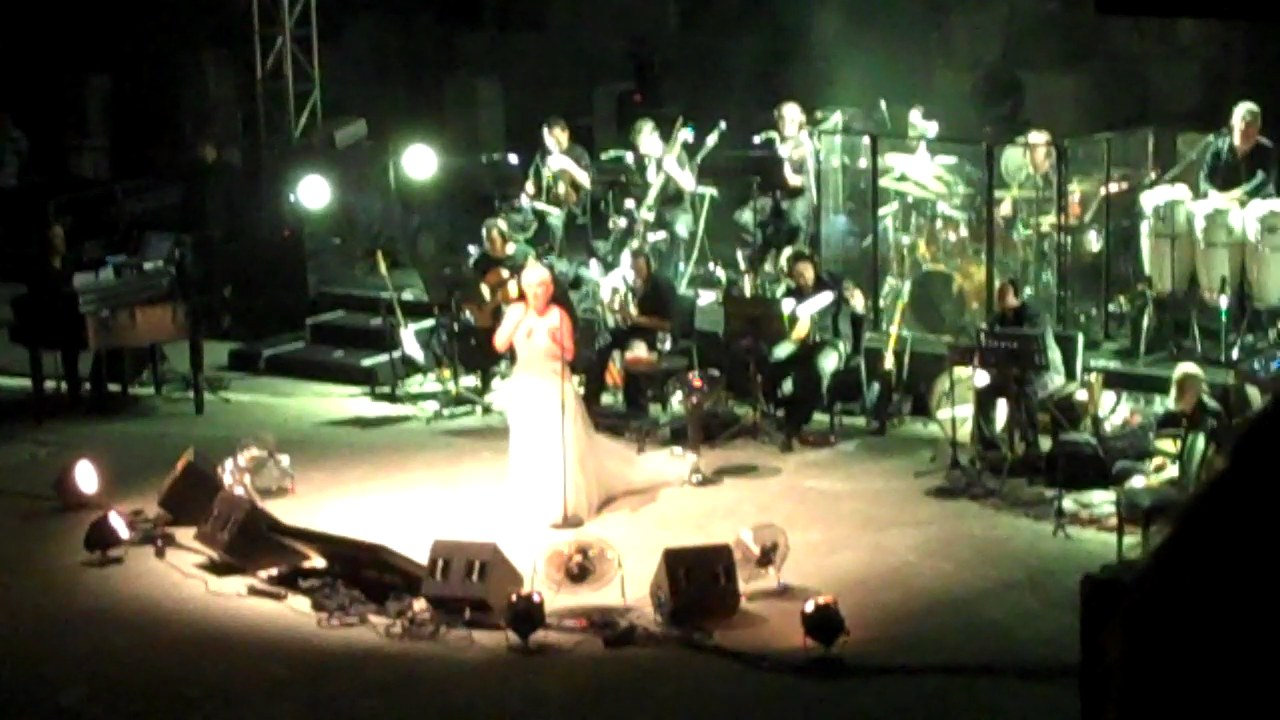
Концерт Сезен Аксу в Бодрумі

1995 року Сезен Аксу випустила альбом Işık Doğudan Yükselir. На відміну від попередніх робіт, у ньому домінувала не попмузика, а традиційна музика Анатолії. До збірки ввійшли твори таких видатних поетів і мислителів, як Юнус Емре, Мевляна та Ашик Даймі. В альбомі також були представлені дві композиції Фахіра Атакоглу. Перша з них, Alâturka, згодом вийшла як окрема пісня, а друга мала назву Yaktılar Halim'imi. Крім того, Арто Тунч, який створив музику для пісні Gülümse, додав до цього альбому ще дві свої композиції. Одна з пісень альбому містить рядки відомого турецького поета Бедрі Рахмі Еюбоглу.
1996 року Сезен Аксу виконала бек-вокал у піснях «Erkekler de Yanar» та «Bırak Seveyim Rahat Edeyim» з альбому Sokak Kızı Назан Ончель. Того ж року знялася в популярному кліпі Зеррін Озер на пісню «Paşa Gönlüm».
У грудні 1997 року вийшов альбом Düğün ve Cenaze, який піддався критиці й не зміг досягти високих продажів. Альбом складався з дев'яти композицій Горана Бреговича та однієї композиції Куртіса Джасавева, а тексти пісень були написані Сезен Аксу, Пакізе Бариштою та Мераль Окай. 1998 року вийшов сингл «Erkekler», який став найпомітнішою композицією альбому.
У грудні 1998 року Сезен Аксу випустила альбом Adı Bende Saklı, що нагадував меланхолійні та місцями арабескні роботи Сезен Аксу 80-х років. Альбом здобув схвальні відгуки. Пісні «Ben Sevdalı Sen Belalı», «Tutuklu» та «Adı Bende Saklı», автором музики та текстів яких став Селамі Шахін, були найбільш відомими композиціями того періоду. 1999 року також вийшов сингл «Sarı Odalar», кліп на який було знято в Арнавуткьої як протест проти будівництва третього мосту через Босфор у Стамбулі.

### 2000—2009

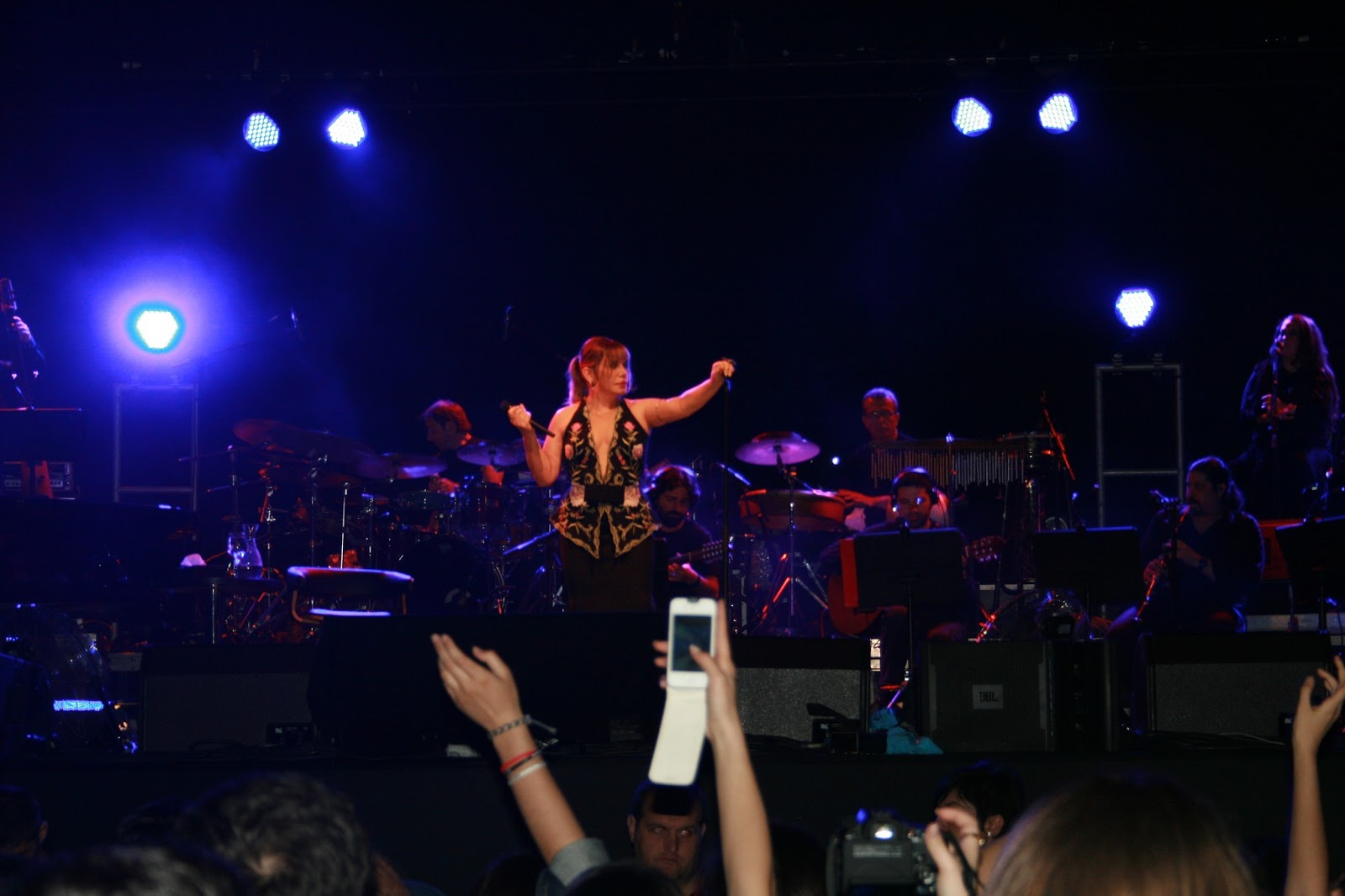
Виступ Сезен Аксу на концерті в Стамбульському технічному університеті

2 червня 2000 року Сезен Аксу випустила новий альбом — Deliveren. У ньому були такі відомі композиції того часу, як «Oh Oh», «Sarı Odalar», «Kahpe Kader» та «Keskin Bıçak». Альбом розійшовся тиражем майже в мільйон примірників. У своїй заяві Аксу зазначила, що назва «Deliveren» означає «той, хто спрямовує свого внутрішнього демона та ангела».
2001 року Сезен Аксу зіткнулася з проблемами зі здоров'ям, проте провела шість концертів того літа, які мали великий інтерес у публіки. Її бек-вокалістка протягом шести років, Ишин Караджа, взяла участь у відбірковому турі на Євробачення 2001, але не перемогла. Наприкінці цього року вийшов дебютний альбом «Anadilim Aşk» Караджи, який повністю носив почерк Аксу.
20 травня 2002 року випустила альбом Şarkı Söylemek Lazım. Він був першим, випущеним компанією DMC. 12 червня, після випуску альбому, артистка вирушила в концертний тур, дк представила серію концертів «Türkiye Şarkıları» , що об'єднували всі мови та культури Туреччини. На концертах її супроводжували хори греків, православних, вірмен та євреїв, а також дитячий хор муніципалітету Діярбакира. На сцені виконувалися пісні турецькою, курдською, вірменською та грецькою мовами. Наприкінці концерту Сезен Аксу виконала пісню «Şarkı Söylemek Lazım» та композицію «Yeniliğe Doğru», яка була створена на основі слів Мевляни. Ця серія концертів привернула увагу не лише в Туреччині, а й у багатьох інших країнах. Фото, зняте агентством AP, було опубліковано в багатьох країнах.
До кінця літа 2003 року вийшов новий альбом артистки Yaz Bitmeden. Він містив чотири нові пісні, одна з яких була інструментальною, а також раніше виконані іншими виконавцями пісні Сезен Аксу. Одна з нових пісень, «Farkındayım», отримала кліп, який був знятий у районі Геваш міста Ван.
Новий альбом Сезен Аксу Bahane, випущений 2005 року на честь 30-річчя її кар'єри, привернув більше уваги, ніж очікувалося — за перші два тижні були продані 320 тис. копій. З пісень альбому було знято кліпи на «Perişanım Şimdi», «Eskidendi, Çok Eskiden» і «Yanmışım Sönmüşüm Ben». Bahane став найбільш продаваним альбомом 2005 року в Туреччині. Наступного року Аксу зібрала тексти своїх пісень, написаних між 1975 і 2006 роками, у поетичній збірці Eksik Şiir. Збірка викликала великий інтерес і була продана у кількості 17 тис. примірників за перші 4 дні.
У червні 2008 року Сезен Аксу випустила альбом Deniz Yıldızı. У ньому були представлені зразки гри на фортепіано Онно Тунча, з яким співачка працювала багато років. На відміну від попередніх альбомів Аксу, цей містив джазові відтінки та балади. Співачка зазначила, що написала пісню «Tanrı’nın Gözyaşları» з цього альбому, прагнучи досягти миру в Туреччині, і що для цього мають припинитися військові операції за кордоном.
2009 року випустила альбом із двох CD під назвою Yürüyorum Düş Bahçeleri'nde…. В ньому представлені пісні, слова і музика, які написала Сезен Аксу — це пісні, які раніше були передані іншим виконавцям, але тепер виконані самою співачкою.

### 2010-дотепер

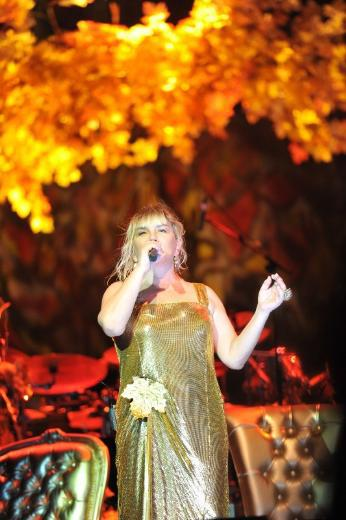
Виступ Сезен Аксу в концертному залі Джеміль Топузлу, 2012.

2010 року Сезен Аксу увійшла до списку «50 Великих голосів» від американської радіостанції NPR. У квітні того ж року її разом із Фахіром Атакоглу концерт у столиці Швеції, Стокгольмі, відвідали численні турецькі та шведські поціновувачі музики. Після десятирічної перерви Аксу провела три концерти у США з 4 до 7 квітня, організовані спільно TurkofAmerica та GNL Entertainment, за підтримки Турецького культурного фонду, що базується у Вашингтоні. Концерти відбулися у концертному залі Стратмор у Меріленді, Карнегі-холі у Нью-Йорку та у Пруденшл-холі в Ньюарку, Нью-Джерсі. На концертах у США Аксу акомпанував Атакоглу.
2011 року Сезен Аксу знову випустила альбом Öptüm, який здебільшого складався з її власних текстів і композицій, серед яких були такі пісні, як «Unuttun mu Beni», «Vay», «Aşka Şükrederim» і «Ah Felek Yordun Beni». Вірш «Sayım» Джемаля Сюреї був представлений в альбомі у музичній обробці Аксу. На пісні «Unuttun mu Beni» та «Vay» були зняті кліпи.
2013 року Аксу випустила сингл «Kayıp Şehir», 2014 — «Yeniler ve Yeni Kalanlar», а 2015 року з піснею «Eksik Olma» підтримала ініціативу, пов'язану зі сталим (екологічно та соціально відповідальним) вирощуванням чаю.

У січні 2016 року на сцені Volkswagen Arena в Стамбулі Сезен Аксу оголосила про своє прощання з концертами. Вона сказала: 
«Кожен кінець — це новий початок. Я продовжуватиму створювати музику, але після кількох концертів, які я раніше обіцяла, прощаюсь з сценою. Це мій останній концерт у Стамбулі. Я вдячна вам, що ви тут зі мною в цей момент, коли я святкую 40 років [кар'єри]». 
У вересні того ж року співачка оголосила, що далі займатиметься музикою.
У січні 2017 року Сезен Аксу випустила свій двадцять третій студійний альбом — Biraz Pop Biraz Sezen через DMC. Наступного року вийшов її альбом Demo, в якому вона переписала свої старі пісні. Зокрема, це були: «Begonvil» і «Aykırı Çiçek» (пісні, які раніше виконувала Сібель Джан), «Ah Beni Beni» (виконувала Аріф Саг у фільмовому альбомі Ezo Gelin), «Yol Bitti Çoktan» (виконувала Ферхат Гьочер), «Bekle» (пісня з альбому Мустафи Джеджелі), «Aldatıldık» (виконувала Ренгін), «Ahbap Çavuşlar» (виконувала Чіхан Окан), «Delidir» (виконувала Ебру Яшар), «Her Şey Fani» (виконував Таркан у своєму альбомі 10) і «Anlasana» та «Yansın İstanbul» (виконувала Рюмейса). У цьому альбомі Сезен Аксу повторно виконала ці пісні у своєму власному стилі.

## Як авторка
Сезен Аксу є авторкою понад 400 поезій та музичних творів. З них 197 віршів були опубліковані в збірці «Eksik Şiir» («Неповний вірш»). Другий том цієї збірки під назвою «Eksik Şiir İkinci Kitap» був виданий у листопаді 2016 року.

## Визнання
Астероїд 266854 Sezenaksu, відкритий у 2009 році, отримав свою назву на честь Сезен Аксу.

## Особисте життя
10 липня 1981 року Сезен Аксу одружилася зі Сінаном Озером. На той момент ходили чутки, що вона була на четвертому місяці вагітності. 8 листопада 1981 року Сезен Аксу народила сина, якого назвала Мітхат Джан Озер. 1983 року подружжя розлучилося.

## Дискографія

### Альбоми
- 1977 — Allahaısmarladık
- 1978 — Serçe
- 1980 — Sevgilerimle
- 1981 — Ağlamak Güzeldir
- 1982 — Firuze
- 1984 — Sen Ağlama
- 1986 — Git
- 1988 — Sezen Aksu'88
- 1989 — Sezen Aksu Söylüyor
- 1991 — Gülümse
- 1993 — Deli Kızın Türküsü
- 1995 — Işık Doğudan Yükselir
- 1996 — Düş Bahçeleri
- 1997 — Düğün ve Cenaze
- 1998 — Adı Bende Saklı
- 2000 — Deliveren
- 2002 — Şarkı Söylemek Lazım
- 2003 — Yaz Bitmeden
- 2005 — Bahane
- 2005 — Bahane Remixes
- 2005 — Kardelen
- 2008 — Deniz Yıldızı
- 2009 — Yürüyorum Düş Bahçeleri'nde…
- 2011 — Öptüm
- 2017 — Biraz Pop Biraz Sezen
- 2018 — Demo
- 2022 — Demo 2